# デイリークイーン

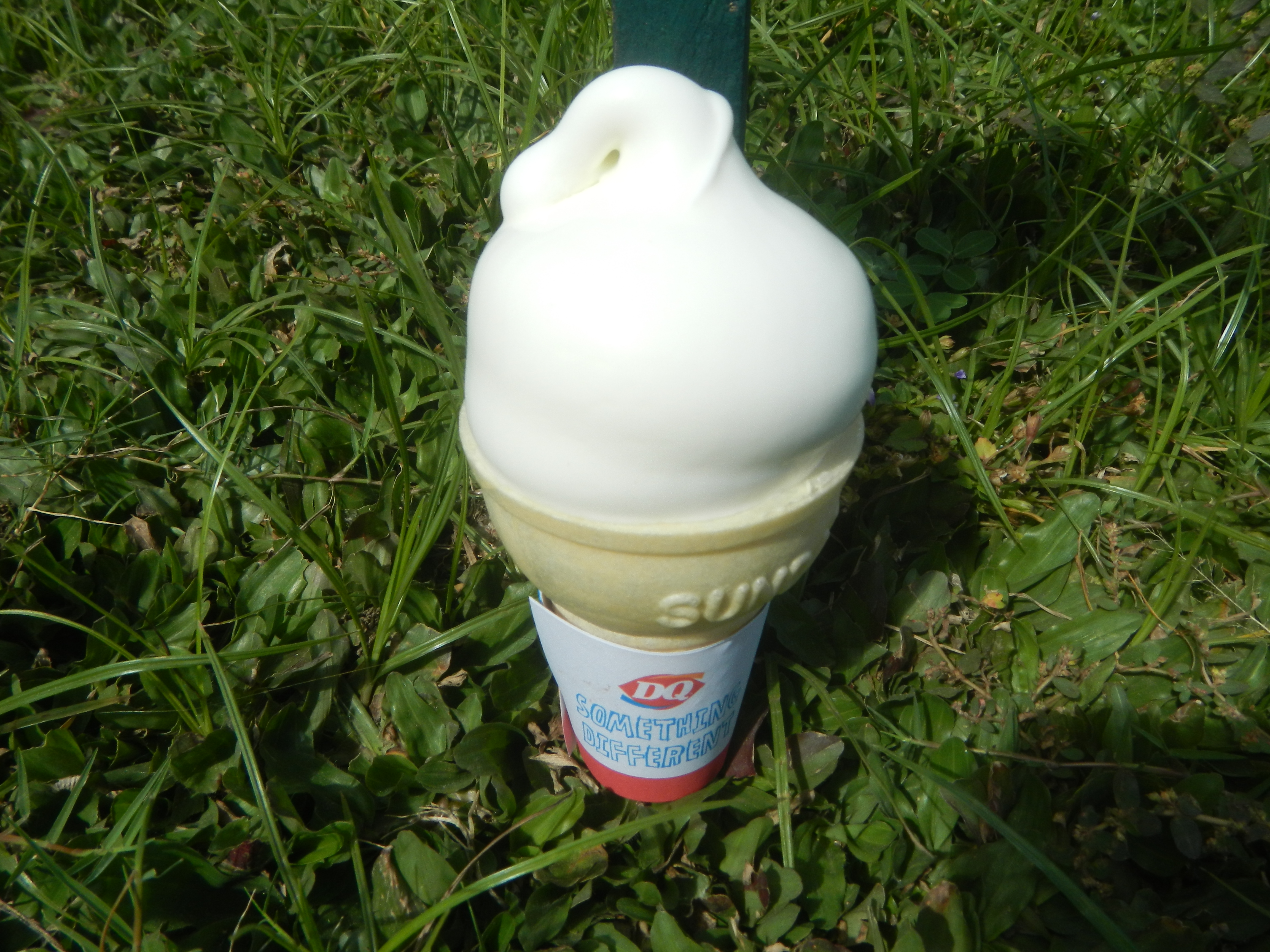
デイリークイーンのソフトクリーム

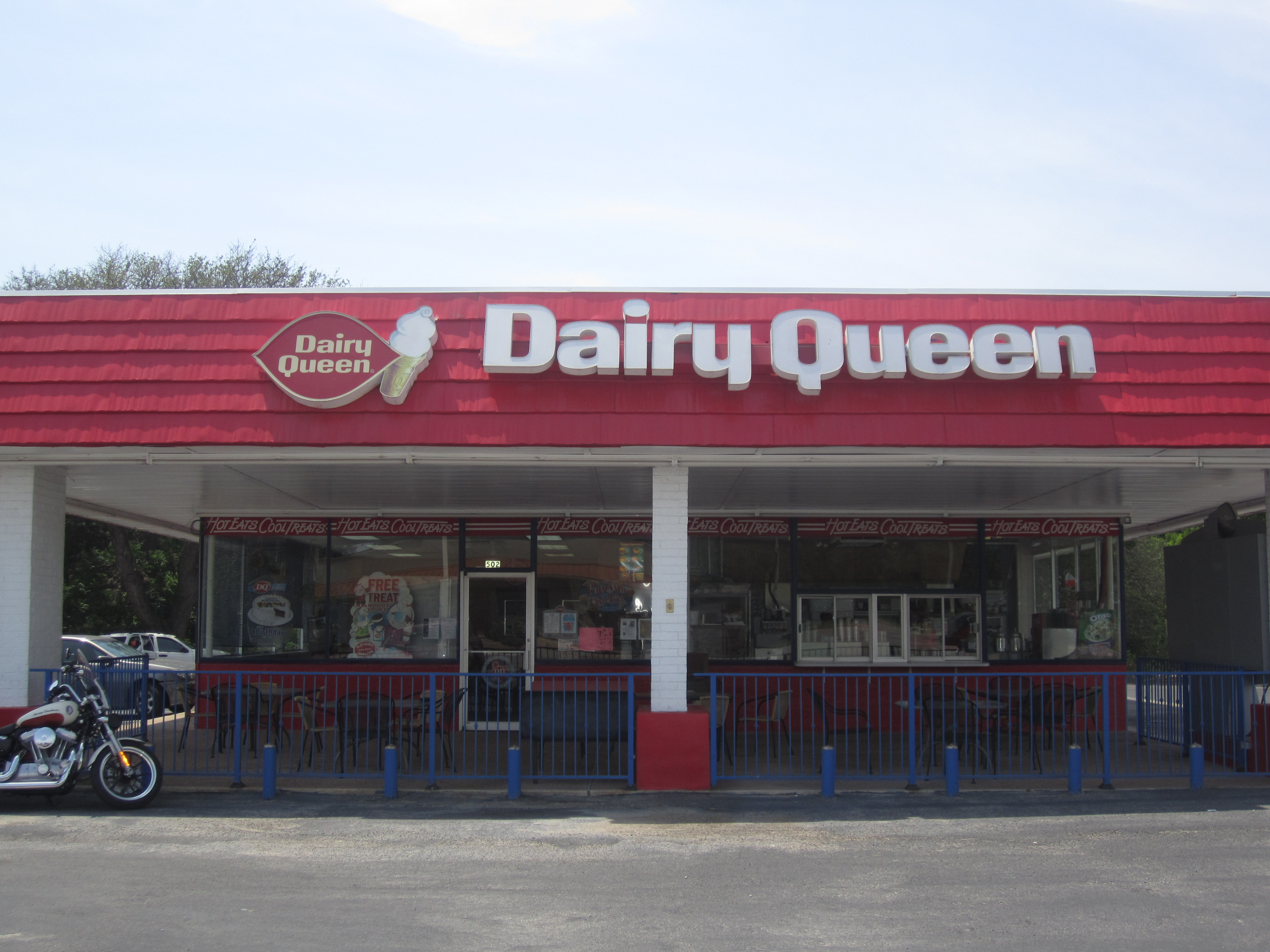
デイリークイーンの店舗

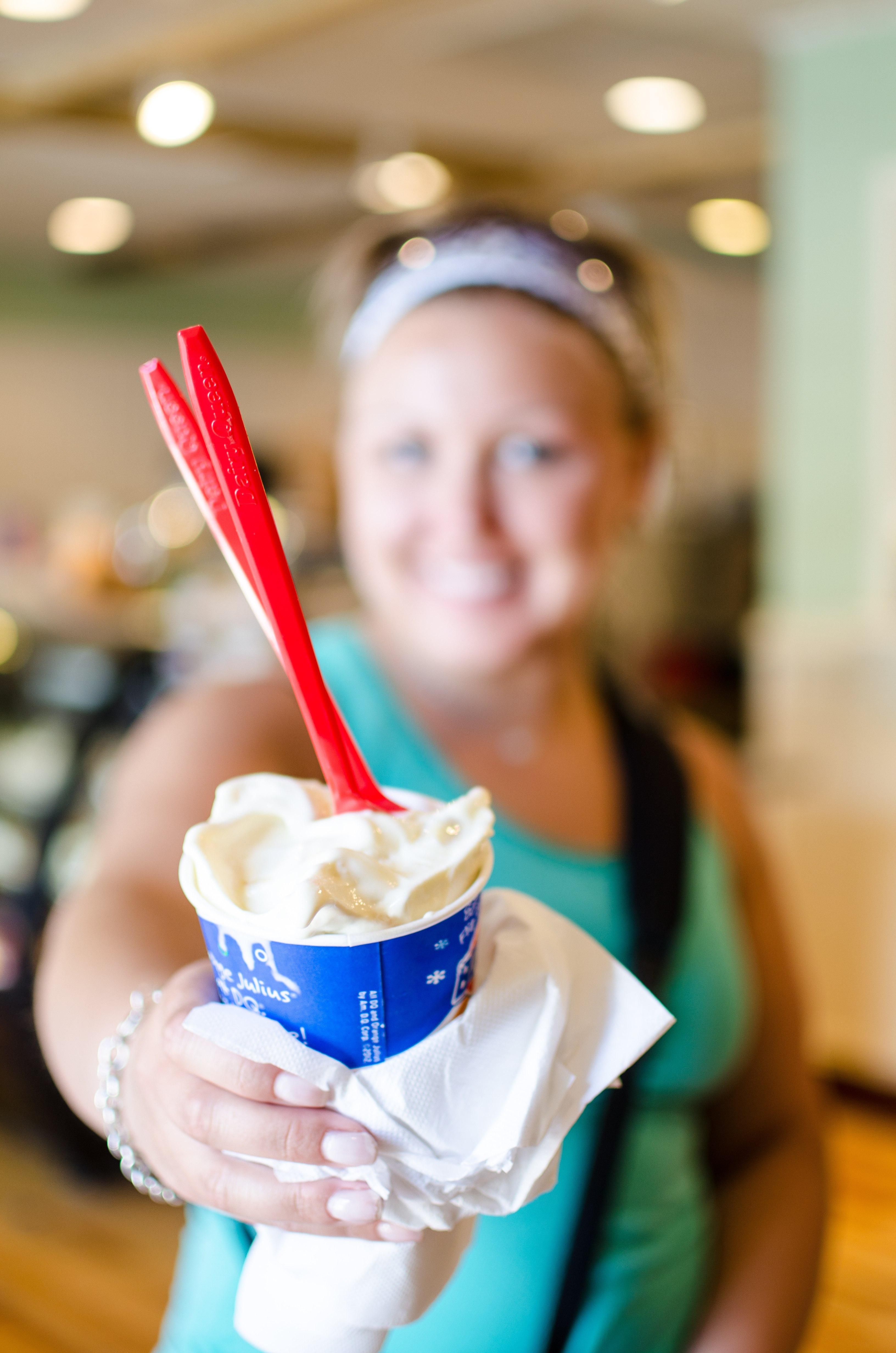
Storefront of Amorino's Chelsea location

デイリークイーン（Dairy Queen、DQ）は、アメリカのアイスクリーム・ソフトクリームの店。
1938年8月4日にイリノイ州・グリーンリバーの親子から買い求めたソフトクリームをシャーブ・ノーブル（Sherb Noble）が自分の店で取扱い、約2時間で約1,600個を販売したのが始まりである。1940年にデイリークイーンの1号店を開店した。
店舗名は「乳製品の女王」を意味する英語であり、基準の厳しい米国の病院食に採用される等、アイスクリームを中心とする乳製品に強みを持っている。
1947年に100店舗を達成し、1950年に1,446店舗、1955年に約2,600店舗と急速に店舗数を伸ばした。
エリアフランチャイザー制を導入しており、その中の有力企業が集まって1962年に新会社を設立して創業者から商標権と店舗展開の権利を取得した。
1970年にナショナル・カー・レンタルによって買収され、同年度には4,054店舗で全米で最大の店舗数の飲食店チェーンとなっていた。
1998年、投資の神様の異名をとるウォーレン・バフェットが率いるバークシャー・ハサウェイによって買収された。
世界各国に店舗を展開し、かつては日本にも進出していた。

## 商品
主力商品は100％天然フレッシュミルクで作られたソフトクリーム「DQソフトクリーム」である。
濃厚なソフトクリームは「逆さにしても落ちないソフト」が売りで、他店のソフトクリームのようにぐるぐる巻きに絞り出すのではなく、回さずに2段、または3段に絞り出すため、雪だるまのように丸みを帯びた外観になる。
さらにソフトクリームをコーンカップに絞り出したあと、従業員がコーンカップ部分を持って逆さにし、熱く溶かしたチョコレートやキャラメルの容器（固まらないよう保温されている）に頭から浸けてコーティングする。ソフトクリームの冷たさでコーティングは瞬時に固まり、パリパリとした食感を楽しめる。デイリークイーンではこれを「チョコソフト・キャラメルソフト」とて販売している。
他の商品としては、スティック型のプレッツェルやハンバーガー、ホットドッグ、フライドポテト、オニオンリングも販売している。

## 日本での展開
銀座3丁目のマツザワビル1階に
1972年（昭和47年）6月1日に銀座店を開店して日本での店舗展開を開始し、1973年（昭和48年）3月1日にインターナショナル・デイリー・クイーンと丸紅が折半出資して資本金9240万円で「株式会社日本デイリークイーン」を設立した。
同年3月17日に宝塚店を開店して関西に進出した。
日本でも、東京では忠実屋、大阪では吉本土地建物、東北ではジャスコ（現・イオン）、四国では奥道後観光がチェーン展開に加わっていた。
1985年（昭和60年）10月に「株式会社日本デイリークイーン」の出資比率を丸紅85%、インターナショナル・デイリー・クイーン15%に変更された。
1986年（昭和61年）10月に東京・新宿に直営1号店を開店した。
1987年（昭和62年）に281店舗で約166億円を上げていた。
1992年（平成4年）12月にアイスクリームを中心とした高級デザートパーラーの新業態「カフェブラン」1号店の東京都多摩市に永山店を開店した。
丸紅65%・山崎製パン30%・明治乳業5%の出資比率で、1996年（平成8年）4月1日に「株式会社デイリークイーン・ジャパン」を設立し、デイリークイーンの約150店舗の営業を継承した。
この経営体制の転換に伴い、従来からのデイリークイーンのチェーン展開の他に、コーヒー・ソフトクリーム・スイーツ・サンドイッチなどを提供する新業態のカフェプラッツの展開を始めた。
しかし、1997年（平成9年）には90店舗となり、1999年（平成11年）には58店舗となった。

### 広報資料・プレスリリースなど一次資料
1. ↑  “Dairy Queen Franchise Opportunities”. 2018年12月12日時点のオリジナルよりアーカイブ。2018年11月2日閲覧。
2. ↑  “Berkshire Hathaway - 2008 Annual Report” (PDF).   Berkshire Hathaway (2008年). 2010年2月21日閲覧。